# Мусин, Александр Евгеньевич
Алекса́ндр Евге́ньевич Му́син (род. 6 июня 1964, Ленинград) — российский историк, археолог, публицист, заштатный диакон Русской православной церкви. Ведущий научный сотрудник Отдела славяно-финской археологии Института истории материальной культуры РАН, доктор исторических наук (2002).
Научные интересы: история и археология Новгорода и Новгородской земли, культурные связи Древней Руси с Византией и Западной Европой, история Церкви, церковная археология, охрана культурного наследия.

## Биография
В 1981—1982 годах учился в Ленинградском электротехническом институте (ЛЭТИ).
В 1985 году поступил на исторический факультет Ленинградского университета. В том же году стал прихожанином, а позже — псаломщиком и алтарником Серафимовской церкви в Ленинграде. С апреля 1988 года служил иподиаконом митрополита Алексия (Ридигера), а также исполнял обязанности псаломщика Троицкого собора Александро-Невской лавры. В 1990 году окончил Ленинградский университет.
6 декабря 1990 года в Троицком соборе лавры митрополитом Санкт-Петербургским и Ладожским Иоанном (Снычёвым) рукоположён в сан диакона.
В 1992 году окончил аспирантуру кафедры археологии исторического факультета Санкт-Петербургского университета. В том же году «неожиданно для археологов» поступил в Санкт-Петербургскую духовную академию.
В октябре 1993 года почислен за штат Санкт-Петербургской епархии в связи с переездом в Петрозаводск, где он стал преподавателем Петрозаводского университета и Державинского лицея. Одновременно служил штатным диаконом Крестовоздвиженского собора Петрозаводска.
В 1995 году окончил Санкт-Петербургскую духовную академию со степенью кандидата богословия за сочинение «Взаимные отношения Церкви, общества и государства по учению ранних отцов и учителей Церкви I—III вв.» (научный руководитель протоиерей Николай Гундяев).
В 1996 году возвратился в Санкт-Петербург, где стал преподавателем Санкт-Петербургской духовной академии. В 1997 году защитил диссертацию «Христианские древности Средневековой Руси IX—XIII вв. по материалам погребальных памятников на территории Новгородской земли» на соискание учёной степени кандидата исторических наук (научный руководитель Анатолий Кирпичников).
В 1997—1999 год участник научно-исследовательского проекта РГНФ № 97-01-00510 «Христианские древности Северной Руси IX—XV вв.». В 1998 году — научно-организационный проект Института «Открытое общество» № ААВ 826 «Церковная археология в России».
В 1998 году был назначен заведующим музеем церковной археологии при Санкт-Петербургской духовной академии (основан в 1879 году профессором Н. В. Покровским).
Имя диакона Александра Мусина получило известность в 2000 году в связи со скандалом в Санкт-Петербургской духовной академии, когда несколько учащихся духовной школы обвинили своего сокурсника иеродиакона Игнатия (Тарасова) в вымогательстве и доносительстве, а во время его хиротонии закричали «анаксиос» (недостоин!). После этого, в отсутствие ректора Константина (Горянова) и митрополита Владимира (Котлярова), пригласив прессу, Мусин устроил собрание вместе с семинаристами. 13 июня был уволен общим решением митрополита и ректора со всех академических должностей: преподавателя, заведующего церковно-археологическим музеем и координатора Церковно-научного центра «Православная энциклопедия». 8 августа митрополит Санкт-Петербургский Владимир официально предъявил диакону Александру Мусину обвинение в организации студенческого «бунта». 9 августа накануне Архиерейского собора обратился с открытом письмом к патриарху Московскому и всея Руси Алексию II, где просил патриарха взять организацию суда под свой контроль и считать это письмо судебным иском: «я искренне надеюсь, что Вы найдёте способ разобраться во всём и восстановить мир и справедливость. Ибо должен же наконец появиться в Русской Православной Церкви честный и справедливый церковный суд». Несмотря на обвинения, был в итоге из Академии уволен по собственному желанию с выплатой денег по сентябрь и объявлением благодарности с записью в трудовую книжку.
В 2000—2004 годах — преподаватель кафедры библеистики филологического факультета СПбГУ, а также преподаватель Российской христианской гуманитарной академии.
В 2001 году стал научным сотрудником ИИМК РАН. В 2002 году защитил диссертацию «Христианская община средневекового города Северной Руси XI—XV вв. по историко-археологическим материалам Новгорода и Пскова» на соискание учёной степени доктора исторических наук. По словам его коллеги Льва Клейна, «Он — один из признанных лидеров Института, специализируется по церковной истории и археологии Древней Руси, а также по отношениям церкви и общества. Под его руководством вышла монументальная история Императорской археологической комиссии — главного археологического учреждения дореволюционной России. Я безусловный атеист, но мы сотрудничаем в ряде научных предприятий без малейших затруднений. Споров о Боге (типа дискуссий Остапа Бендера с ксёндзами) у нас как-то не возникает, Александр Евгеньевич — умный и доброжелательный собеседник, и буквально по всем научным и общественным проблемам мы находим почти полное согласие».
В 2005—2007 годы — руководитель научно-исследовательского проекта Межрегионального института общественных наук Новгородского Государственного университета «Археология ценностей и ценность археологии: археологическое наследие Новгородской земли». В 2006—2008 годы — руководитель научно-исследовательского проекта Отделения историко-филологических наук РАН «Рецепция византийской культуры в Древней Руси по данным археологии». В 2007—2009 годы — руководитель рабочей группы Отдела славяно-финской археологии «Проблемы взаимодействия центра и периферии в процессе становления христианской культуры X—XV вв. (по материалам археологии)». В 2008—2009 годы — соруководитель российско-французской рабочей группы ИИМК РАН и Центра Мишеля де Буара (Университет города Кан) «Две „Нормандии“: междисциплинарное сравнительное исследование культурного присутствия скандинавов в Нормандии (Франция) и на Руси (Новгородская земля) и его историческое значение». В 2008—2010 годы — участник научно-исследовательского проекта ИИМК РАН и Института археологии и Этнологии Польской Академии наук «Запад и Восток в христианизации Малопольши и Северной Руси». В 2009—2010 годы — руководитель научно-исследовательского проекта ИИМК РАН и Института археологии Сербской академии наук и искусств «Материальная культура Византии на западный и северных границах славянского мира по данным археологии на примера средневековой Сербии и Древней Руси». В 2009—2011 годы участник проекта «Prosopographie Christliche Archäologie» Института Görres-Gesellschaft в Ватикане. В 2010—2012 годы — руководитель научно-исследовательского проекта РФФИ № 10-06-00164а «Язычество и христианство древнерусского города в свете историко-археологических данных: комплексное источниковедение». В 2011 году участвовал в организации совместной российско-французской выставки «Russie viking, vers une autre Normandie? Novgorod et la Russie du Nord, des migrations scandinaves a la fin du Moyen Age (VIIIe-XVe s.)», прошедшей с 24 июня по 31 октября 2011 года в Музее Нормандии в городе Кан, Франция. В 2011 году организовывал круглый стол «Fragile Ambassadors — Byzantine Relics and Reliquaries Inside the Empire and Beyond» в рамках 22 Международного конгресса византийских исследований в Софии, Болгария. В 2011—2013 годы — участник научно-исследовательского проекта ИИМК РАН и Института археологии и этнологии Польской Академии наук «Между романизацией и ромеизацией. Польша Пястов и Русь Рюриковичей в процессе европеизации».

## Публикации
- Церковь. Общество. Власть. Взаимные отношения Церкви, общества и государства по учению ранних отцов и учителей Церкви I—III вв. Опыт патрологического исследования. СПб.; Петрозаводск: Кругозор, 1997. — 191 с. — ISBN 5-7500-0022-2
- Становление Церкви на Руси в IX—XIV веке. Средневековая русская христианская культура. Историко-археологическое исследование. Lewiston; Queenston; Lampter. 2001 (Российские исследования в гуманитарных науках. 17);
- Христианизация Новгородской земли в IX—XIV вв. Погребальный обряд и христианские древности. СПб. 2002 (Тр. ИИМК РАН. 5);
- Milites Christi Древней Руси: Воинская культура русского Средневековья в контексте религиозного менталитета / Отв. ред. В. П. Никоноров. — СПб.: Петербургское Востоковедение, 2005. — 368 с. — (Militaria Antiqua, VIII). — 2000 экз. — ISBN 5-85803-279-3.
- Вопиющие камни: Русская церковь и культурное наследие России на рубеже тысячелетий. — СПб.: Петербургское Востоковедение, 2006. — 376 с. — 5000 экз. — ISBN 5-85803-334-2. (Рецензия)
- Благодатный огонь: миф или реальность? М. 2008 (в соавт. с С. С. Бычковым);
- Церковь и горожане средневекового Пскова: Историко-археологическое исследование / Рец.: И. П. Медведев, С. В. Белецкий. — СПб.: Факультет филологии и искусств СПбГУ, 2010. — 364 с. — (Archaeologica Varia). — ISBN 978-5-8465-1067-8.
- Церковная старина в современной России. — СПб.: Петербургское Востоковедение, 2010. — 456, [16] с. — 2000 экз. — ISBN 978-5-85803-394-3.
- Загадки дома Святой Софии: Церковь Великого Новгорода в X—XVI вв. — СПб.: ИИМК РАН, 2013. — 139 с.
  - Загадки дома Святой Софии: Церковь Великого Новгорода в X—XVI вв. / Российская акад. наук, Ин-т истории материальной культуры. — СПб.: Петербургское Востоковедение, 2016. — 240 с. — (Slavica Petropolitana). — 1000 экз. — ISBN 978-5-85803-462-9. (Рецензия)

- Традиции образования в Карелии: Материалы республиканской научно-практической конференции, посвящённой 165-летию Олонецкой духовной семинарии. 9-11 ноября 1994 г. / Сост. А. Мусин, В. Н. Сузи. — Петрозаводск : Комиздат РК, 1995. — 136 с.
- У истоков русской государственности: историко-археологический сборник: материалы международной научной конференции, 4-7 октября 2005 г., Великий Новгород, Россия: к 30-летию археологического изучения Новгородского Рюрикова Городища и Новгородской областной археологической экспедиции / [ред.-сост. А. Е. Мусин]. — Санкт-Петербург: Дмитрий Буланин, 2007. — 376 с. — ISBN 978-5-86007-555-9
- Императорская археологическая комиссия (1859—1917) = The Imperial archaeological commissiom (1859—1917) : у истоков отечественной археологии и охраны культурного наследия : к 150-летию со дня основания / Российская акад. наук, Ин-т истории материальной культуры; научный ред.-сост. А. Е. Мусин; под общ. ред. Е. Н. Носова. — Санкт-Петербург : Дмитрий Буланин, 2009. — 1191 с.; ISBN 978-5-86007-606-8
- Диалог культур и народов средневековой Европы: К 60-летию со дня рождения Евгения Николаевича Носова / Российская академия наук, Институт истории материальной культуры;  Ответственный редактор: А. Е. Мусин; Редактор-составитель Н. В. Хвощинская. — СПб.: Дмитрий Буланин, 2010. — 512, [32] с. — ISBN 978-5-86007-665-5.
- Богословские труды / архиеп. Василий (Кривошеин); сост. и авт. биографических вступлений диакон Александр Мусин. — Нижний Новгород: Христианская библиотека, 2011. — 745 с. — ISBN 978-5-905472-01-5
- Императорская археологическая комиссия (1859—1917): история первого государственного учреждения российской археологии от основания до реформы. Коллективная монография. В 2-х томах. Научные редакторы-составители А. Е. Мусин, М. В. Медведева. — Санкт-Петербург, 2019.

- Становление обонежского ряда в IX—XIV вв // Тихвинский сборник. Археология Тихвинского края. 1988. — С. 43-48.
- Об особенностях христианизации Новгородской земли // Новгород и Новгородская земля. История и археология. 1989. — С. 44-46.
- Сословие и археология (к постановке проблемы) // Новгород и Новгородская земля. История и археология. 1989. — С. 58-62.
- Предметы христианского культа из погребений Водской и Шелонской пятин Новгородской земли (xi-xv вв.) // Новгород и Новгородская земля. История и археология. 1990. — С. 73-76.
- К характеристике русского средневекового мировоззрения (проблема «двоеверия»: методологический аспект) // Реконструкция древних верований: источники, метод, цель. — СПб., 1991.
- К вопросу о перспективах изучения русской церковной культуры в российской археологии // Археологические вести. Вып. 2. — СПб., 1993. — С. 145—156;
- Two Churches or two traditions: Common traits and peculiarities in the Northern and Russian Christianity before and after 1054 through the archeological evidence. A view from the East // Rom und Byzanz im Norden. Mission und Glaubenwechsel im Ostseeraum während des 8.-14. Jahrhunderts. 2. Internationale Fachkonferenz der DFG in Verbindung mit der Akademie der Wissenschaften und der Literatur. Mainz, Kiel, 18. — 25. September 1994. — Stuttgart. — S. 275—296.
- Крест-тельник из Псковского Кремля (к характеристике корпуса древнейших русских крестов) // Памятники средневековой культуры. Открытия и версии. — СПб., 1994.
- Проблемы возрождения церковной археологии в России: предмет, метод, цель // ЦЕРКОВНАЯ АРХЕОЛОГИЯ. Материалы Первой Всероссийской конференции. Сер. «Археологические изыскания» Институт истории материальной культуры Российской Академии наук; Комитет по культуре и туризму Администрации Псковской области; Псковский государственный объединённый историко-архитектурный и художественный музей-заповедник; Псковское общество Святой Ольги Российской; Государственный музей-заповедник «Кижи». 1995. — С. 13-17.
- Church Archeology in Russia: Past and Future Prospects // World Archeology Bulletin. 8. 1996. — Р. 128—135;
- первая всероссийская конференция «церковная археология» (псков, 20-24 ноября 1995 г.) // Новые археологические открытия и изучение культурной трансформации. СПб: Госкомстат, 1996. — С. 109—113. (соавторы: Грушина Л. Е., Белецкий С. В.)
- Погребальный обряд древнерусского монастыря: студийский устав, письменные памятники, данные археологии // Памятники Старины. Концепции. Открытия. Версии. Памяти Василия Дмитриевича Белецкого 1919—1997. — Санкт-Петербург — Псков, 1997. — С. 85-90.
- Византийские монеты в погребениях Древней Руси: аспекты христианизации // Шестая всероссийская нумизматическая конференция. Санкт-Петербург. 20-25 апреля 1998 г. Тезисы докладов и сообщений. СПб., 1998.
- Археология древнерусского паломничества в Святую Землю в XII—XV веках // Богословские труды. 1999. — № 35. — C. 92-110
- Древняя Русь и античный мир: Становление Церкви // Древнерусская культура в мировом контексте: археология и междисциплинарные исследования. Материалы конференции. Москва. 19-21 ноября 1997 г. — М., 1999.
- Меч и крест: Новое религиозное сознание Древней Руси по данным археологии // Раннесредневековые древности северной Руси и её соседей. СПб., 1999.
- Богословие истории и его отражение в православном сознании // «Исторический вестник». М., 2000. — № 7 (11). — C. 113—122.
- О распространении христианства в Древней Руси IX—XIV веков на основе данных археологии и письменных источников // «Исторический вестник». М., 2000. — № 2 (6). — C. 176—188
- Новые источники по истории Русской Церкви эпохи средневековья // «Исторический вестник». М., 2000. — № 7 (11). — C. 299—315
- О некоторых особенностях древнерусского богослужения XI—XIII вв. (Церковь преображения Господня на Нередицком холме в литургическом контексте эпохи) // Новгородский исторический сборник, СПб. — 2000. — 8 (18). — С. 215—239;
- Археология в темах начальной истории Русской Церкви (к вопросу о восполнении пробелов в источниках эпохи средневековья) // «Нестор». — 2000. — № 1. — С. 239—262.
- О распространении Христианства в Древней Руси IX—XIV вв. на основе данных археологии и письменных источников // Исторический вестник. 2000. — № 6. — С. 176—188.
- Русская археология в Святой Земле. (Некоторые итоги и перспективы) // История древней Церкви в научных традициях XX века. СПб., 2000. — С. 14-27. (в соавторстве с Е. Н. Мещерской и М. Б. Пиотровским)
- Богословие образа и эволюция стиля. К вопросу о догматической и канонической оценке церковного искусства XVIII—XIX вв. // Искусствознание. М., 2002. — № 2. — С. 279—302.
- Соборы митрополита Макария 1547—1549 гг. и проблема авторитета в культуре XVI в. // Древнерусское искусство. Русское искусство позднего средневековья: XVI век. СПб. 2003. — С. 146—165;
- «Камень аспиден зелен». Об одной группе древнерусских крестов из порфирида // РА. 3. 2003. — С. 145—155;
- Социальные аспекты истории древнерусской Церкви по данным новгородских берестяных грамот // Берестяные грамоты: 50 лет открытия и изучения. Мат. междунар. конф. Великий Новгород, 24-27 сентября 2001 г. М. 2003. — С. 102—124;
- Распятие с предстоящими из археологических находок в Старой Руссе — уникальный памятник древнерусской иконописи первой половины XIII в. // Памятники культуры. Новые открытия. Письменность. Искусство. Археология. Ежегодник 2003. М. 2004. — С. 618—627 (в соавт. с Е. В. Тороповой и С. Е. Тороповым);
- Усадьба «И» Неревского раскопа. Опыт комплексной характеристики христианских древностей // Новгородские археологические чтения — 2. Мат. научн. конф., посв. 70-летию археологического изучения Новгорода и 100-летию со дня рожд. основателя Новгородской археологической экспедиции А. В. Арциховского. Великий Новгород, 21-24 сентября 2002 г. Вел. Новгород. 2004. — С. 137—151;
- Святые мощи в Древней Руси: литургические аспекты почитания // Восточнохристианские реликвии. М. 2004. — С. 363—386;
- Церковная археология в России второй половины XIX—начала XX в. и её место в системе отечественной археологии и охраны культурного наследия // Невский археолого-историографический сборник : К 75-летию кандидата исторических наук А. А. Формозова / СПбГУ, Музей истории СПбГУ; СПФ АРАН. Редколлегия: А. Д. Столяр (ответственный редактор), И. В. Тункина, И. Л. Тихонов, В. Я. Шумкин. — СПб.: Издательство Санкт-Петербургского университета, 2003. — 460 с.
- Современные проблемы церковно-исторических и церковно-археологических исследований в свете Священного Предания и канонического права Православной Церкви // Православное богословие на пороге третьего тысячелетия: Материалы: б.м., 2005. — C. 287—288
- Каменная иконка с образом святого всадника из находок на Новгородском (Рюриковом) городище 2005 г.: вопросы интерпретации // У истоков русской государственности: к 30-летию археологического изучения Новгородского Рюрикова Городища и Новгородской областной археологической экспедиции: историко-археологический сборник : материалы международной научной конференции, 4-7 октября 2005 г., Великий Новгород; Рос. акад. наук, Ин-т материальной культуры, Новгор. гос. ун-т им. Ярослава Мудрого. — Санкт-Петербург : Дмитрий Буланин, 2007. — ISBN 978-5-86007-555-9 — C. 148—165
- Theology of the Image and the Evolution of Style. The dogmatic and canocial evaluation of Russian ecclesiastical art of the Synodal Period // Iconofile. 7. Willits; California. 2005. — Р. 5-25;
- Археология «личного благочестия» в христианской традиции Востока и Запада // Христианская иконография Востока и Запада в памятниках материальной культуры Древней Руси и Византии. Памяти Т. А. Чуковой. СПб. 2006. — С. 163—222;
- Комплекс христианских древностей с раскопа Посольский-2006 в Великом Новгороде и вопросы хронологии византийских изделий из стеатита // Вестник НовГУ. Гуманитарные науки. 38. 2006. — С. 10-13 (в соавт. с М. И. Петровым);
- К интерпретации граффито с изображением корабля на кирпиче из церкви Успения на Волотовом поле 1352 г. // Новгород и Новгородская земля. История и археология. 20. Вел. Новгород. 2006. — С. 296—306;
- Ложка или лжица? Находка 2005 года на Троицком раскопе в контексте европейской и византийской традиции // Новгород и Новгородская земля. История и археология. 21. Вел. Новгород. 2007. — С. 107—124;
- Семисоборная роспись Великого Новгорода как исторический источник // Великий Новгород и средневековая Русь. Сб. статей. К 80-летию академика В. Л. Янина. М. 2009. — С. 104—122;
- Паломничество и особенности «перенесения сакрального» в христианской Европе // Новые Иерусалимы. Иеротопия и иконография сакральных пространств. М. 2008. — С. 221—255;
- Паломничество в Древней Руси: исторические концепции и археологические реалии // Archeologica Avraamica: исследования в области археологии и художественной традиции иудаизма, христианства и ислама. М. 2009. — С. 231—272;
- The archaeology of northern Russia’s urban sites as a source for the study of Middle and Late Byzantine culture // Byzantinoslavica. 67/1-2. 2009. — Р. 41-49;
- История материальной культуры и церковная археология // Проблемы культурогенеза и культурного наследия. Сборник статей к 80-летию В. М. Масона. СПб. 2009. — С. 185—216;
- Исследования Херсонеса и Императорская Археологическая комиссия в 1860 г. // АВ. 16. СПб. 2010. — С. 267—282 (в соавт. с А. В. Шаманаевым);
- Церковная организация средневекового Новгорода в XI в. // Новгород и Новгородская земля в эпоху Ярослава Мудрого: источники и исследования. Вел. Новгород. 2009. — С. 155—197;
- Russian Medieval Culture as an «Area of Preservation» of the Byzantine Civilization // Towards Rewriting? New Approaches to Byzantine Archaeology and Art. Proceedings of the Symposium on Byzantine Art and Archaeology Cracow, September 8-10, 2008. Warsaw. 2010. — Р. 11-46 (Series Byzantine: Studies on Byzantine and Post-Byzantine-Art. 8);
- Die Anfänge Russischer Forschungen der Christlichen Archäologie: Beitrag und Vermächtnis der Kaiserlichen Archäologischen Kommission in Russland (1859—1917) // Römische Quartalschrift über die Christliche Altertumskunde und Kirchengeschichte. 105/3-4. 2010. — S. 258—282;
- Novgorod, entre la Rous et la Russie // Russie viking, vers une autre Normandie? Novgorod et la Russie du Nord, des migrations scandinaves à la fin du Moyen Âge (VIIIe-XVe s.) [Catalogue de l’exposition], Caen, Musée de Normandie, 24 juin — 31 octobre 2011. Paris; Errance. 2011. — Р. 49-55;
- russie viking, une autre normandie? // Novgorod et la Russie du Nord, des migrations scandinaves á la du an du Moyen Ầge (VIII—XV s.). / Musee de Normandie, Институт истории материальной культуры РАН. — Caen, 2011.
- О времени основания и освящения Спасо-Преображенской церкви Кижского погоста // // Кижский вестник. Выпуск 13. — Петрозаводск, 2011. — С. 3-12
- «Род руський», «род варяжский», «род прусский»: миграции и историческая память как фактор политогенеза // Восточная Европа в древности и средневековье. 2012. — Т. 24. — С. 192—197.
- Европейская геральдика в материалах раскопок средневекового новгорода: к истории связей новгорода и ганзы // Записки Института истории материальной культуры. 2012. — № 7. — С. 132—147.
- «Богословие подати»: существует ли идеальная модель взаимоотношений церкви и государства? // Credo New. 2013. — № 4. — С. 11.
- Скандинавское язычество на Востоке по данным археологии: общее и особенное // Вишняцкий Л. Б. (ред.) Российский археологический ежегодник. № 2. СПб: Изд-во С.-Петерб. ун-та. 2012. — С. 555—602.
- Европейская геральдика в материалах раскопок средневекового Новгорода: к истории связей Новгорода и Ганзы // ЗИИМК. 2012. — Вып. 7. — С. 132—147.
- К возможным византийским импульсам в Западной Европе IX—XI вв.: комплекс христианских древностей из Тура (Франция) // ЗИИМК. 2014. — Вып. 9. — C. 152—160.
- Кораллы в христианской культуре Восточной Европы и Средиземноморья // РАЕ. 2014. — № 4. — С. 433—454.
- Анна Киевская: между историографией и историей // Княжа доба: історія і культура. 2014. — Вип. 8. — С. 134—172.
- Отроки и бояре между фактом и артефактом // Российская история. 2014. — № 6. — С. 18-26.
- К возможным византийским импульсам в Западной Европе IX—XI вв.: комплекс христианских древностей из Тура (франция) // Записки Института истории материальной культуры. 2014. — № 9. — С. 152—160.
- Стефанович П. С. Бояре, отроки, дружины: военно-политическая элита руси в x-xi веках. М.: Индрик, 2012. — 656 с // Вестник Российского гуманитарного научного фонда. 2014. — № 2 (75). — С. 173—177.
- Ввести процесс в строгие и прозрачные правовые рамки // Историческая экспертиза. 2015. — № 4. — С. 203—204.
- Деревянные предметы с христианской и языческой символикой из раскопок в Новгороде и Старой Руссе // Российский археологический ежегодник. 2015—2016. № 5-6 / Ред. Л. Б. Вишняцкий. — СПб. : Издательство Государственного Эрмитажа, 2016. — С. 157—170. (соавторы: Тарабардина О. А., Кокуца Л. В., Кубло Э. К.)
- Серьезная заявка историко-филологического направления новейшей киевской школы истории Древней Руси // Княжа доба: історія і культура. — 2015. — Вип. 9. — С. 290—310.
- Князь Александр Ярославович и король Даниил Романович как люди средневековья // Княжа доба: iсторiя i культура. 2015. — № 9 (9). — С. 153—174.
- P. Gonneau, A. Lavrov. Des rhos a la Russie: histoire de l’Europe Orientale, v. 730—1689 // Российская история. 2015. — № 5. — С. 190—197.
- Каменные артефакты эпохи неолита и раннего железного века из культурного слоя средневекового новгорода: характер вторичной депозиции и особенности использования // Методы изучения каменных артефактов. Материалы международной конференции. Российский фонд фундаментальных исследований; Институт истории материальной культуры РАН. 2015. — С. 213—218. (соавтор: Желтова М. Н., Тарабардина О. А., Тянина Е. А.)
- Элита Польского государства в эпоху ранних Пястов: археологическое измерение и общеевропейский контекст (рец. на: Buko A. (ed.). Bodzia: A Late Viking-Age Elite Cemetery in Central Poland. Leiden: Brill. 2014. 656 p.) // Российский археологический ежегодник. — 2016. — № 5-6. — С. 247—265.
- Некоторые мысли, возникающие после прочтения новых книг. Об «Очерках начальной Руси», составленных Алексеем Петровичем Толочко // Княжа доба: iсторiя i культура. 2016. — Т. 10. — С. 242.
- Брачный союз Генриха Капетинга и Анны Ярославны: причины, обстоятельства, последствия // Древнейшие государства Восточной Европы. 2014. — М., 2016. — С. 401—434.
- Олег Овсянников: опыт творческой биографии // Записки Института истории материальной культуры. 2017. — № 16. — С. 177—190. (соавторы: А. Н. Кирпичников, А. А. Пескова)
- По следам ученой поездки П. П. покрышкина в 1916—1917 гг.: к 100-летию буковинской экспедиции археологической комиссии и академии наук // Археологические вести. 2017. — № 23. — С. 416—421. (соавторы: М. В. Медведева, В. С. Александрович)
- Anna Peskova, her works, and her festschrift // In stone and bronze. Сборник статей в честь Анны Песковой. Сер. «Труды ИИМК РАН» Институт истории материальной культуры. Санкт-Петербург, 2017. — С. 635—648. (соавтор: A. Gilevich)
- «Да витают у святого мамы»: Святой мученик Мамант и древнерусское христианство // В камне и в бронзе. сборник статей в честь Анны Песковой. Сер. «Труды ИИМК РАН» Институт истории материальной культуры. — Санкт-Петербург, 2017. — С. 335—344.
- Средневековый христианский храм на горе Пахкал-Кая в Южном Крыму // В камне и в бронзе. сборник статей в честь Анны Песковой. Сер. «Труды ИИМК РАН» Институт истории материальной культуры. — Санкт-Петербург, 2017. — С. 291—310. (соавторы: Лысенко А. В., Тесленко И. Б.)
- Anna Peskova: an essay on scientific biography // In stone and bronze. сборник статей в честь Анны Песковой. Сер. «Труды ИИМК РАН» Институт истории материальной культуры. — Санкт-Петербург, 2017. — С. 17-36. (соавтор: Щеглова О. А.)
- Каменные артефакты эпохи неолита и раннего железного века из культурного слоя средневекового новгорода: характер вторичной депозиции и особенности использования // ДРЕВНИЙ ЧЕЛОВЕК И КАМЕНЬ: ТЕХНОЛОГИЯ, ФОРМА, ФУНКЦИЯ. Сер. «Archaeologica Petropolitana» ИНСТИТУТ ИСТОРИИ МАТЕРИАЛЬНОЙ КУЛЬТУРЫ РОССИЙСКОЙ АКАДЕМИИ НАУК. — Санкт-Петербург, 2017. — С. 236—241 (соавторы: Желтова М. Н., Тарабардина О. А., Тянина Е. А.)
- «Столетняя война» российской археологии // Сборник статей к 90-летию Льва Самуиловича Клейна. Отв. ред. Л. Б. Вишняцкий. — Санкт-Петербург, 2017. — С. 223—244.
- Археология красоты: опыт творческой биографии Марианны Малевской // Археологические вести. 2018. № 24. — С. 358—371. (соавторы: Пескова А. А., Антипов И. В., Ёлшин Д. Д., Михайлов К. А.)
- Императорская археологическая комиссия и Польша: материалы по истории церкви благовещения в Супрасле в архиве института истории материальной культуры РАН в Санкт-Петербурге // Памятники археологии в исследованиях и фотографиях (памяти Галины Вацлавны Длужневской). Сборник научных статей. — Санкт-Петербург, 2018. — С. 240—263.
- Corpus fratrum или «Союз архонтов»? Историко-археологический комментарий к моделям власти в восточной европе конца XI века // Stratum plus. Археология и культурная антропология. 2018. № 5. — С. 183—206.
- Головажня и воз: к уточнению метрологии в средневековой восточной европе // Петербургский исторический журнал. 2019. — № 3 (23). — С. 58-70.
- Скандинавы среди первопоселенцев Новгорода по данным археологии // Вестник Санкт-Петербургского университета. История. 2019. Т. 64. — № 2. — С. 762—785. (соавторы: Тарабардина О. А.)
- Сотрудники Императорской археологической комиссии / российской археологической комиссии, 1859—1918 // Императорская археологическая комиссия (1859—1917): история первого государственного учреждения российской археологии от основания до реформы. Коллективная монография. В 2-х томах. Научные редакторы-составители А. Е. Мусин, М. В. Медведева. Санкт-Петербург, 2019. — С. 56-61.
- Летопись Императорской археологической комиссии // Императорская археологическая комиссия (1859—1917): история первого государственного учреждения российской археологии от основания до реформы. Коллективная монография. В 2-х томах. Научные редакторы-составители А. Е. Мусин, М. В. Медведева. — Санкт-Петербург, 2019. — С. 41-55.
- Введение. История формирования архива императорской археологической комиссии и обзор её фондов в научном архиве института истории материальной культуры ран // Императорская археологическая комиссия (1859—1917): история первого государственного учреждения российской археологии от основания до реформы. Коллективная монография. В 2-х томах. Научные редакторы-составители А. Е. Мусин, М. В. Медведева. — Санкт-Петербург, 2019. — С. 29-40. (соавторы: Медведева М. В., Длужневская Г. В., Белова Н. А.)
- Предисловие составителей // Императорская археологическая комиссия (1859—1917): история первого государственного учреждения российской археологии от основания до реформы. Коллективная монография. В 2-х томах. Научные редакторы-составители А. Е. Мусин, М. В. Медведева. — Санкт-Петербург, 2019. — С. 13-28. (соавторы: Медведева М. В.)
- Научная литература «на грани коронокризиса»: анонс новейших польских публикаций по археологии средневековья // Археологические вести. 2020. — № 30. — С. 277—283.
- Рюриково городище, ярославово дворище и великий новгород // Археологические вести. 2020. — № 28. — С. 45-75.
- Двузубец Рюриковичей: начало и конец легенды // Stratum plus. Археология и культурная антропология. 2020. — № 6. — С. 263—275.
- Парадоксы рецепции византийской культуры в Древней Руси // На одно крыло — серебряная, На другое — золотая…. Сборник статей памяти Светланы Рябцевой. Сер. «Библиотека „Stratum“» Под редакцией Р. А. Рабиновича, Н. П. Тельнова. — Кишинёв, 2020. — С. 487—498.
- North-Western Russia in the 1st Millennium AD: New challenges for a traditional archaeological panorama // Quo vadis, Frühgeschichtliche Archäologie? Standpunkte und Perspektiven (Berlin, 6.-8. Oktober 2014). R. Pien, J. Drauschke (eds.). — Hamburg: Verlag Dr. Kovač, 2020. — P. 271—307

- Церковная археология // София. 1995. — № 4 (16), (октябрь-декабрь) — С. 13
- Церковно-археологическая конференция, посвященная 150-летия Н. В. Покровского (1848—1917) // София. 1998. — № 4. — С. 21-24.
- Торжество несправедливости // Независимая газета, 23.08.2000
- Божественная пиротехника от министра культуры // Известия, 11 мая 2005
- Мифы как национальная идея // Известия. — 2 октября 2005
- «Газоскреб» как акт иконоборчества // Новая Газета Санкт Петербург, 3 мая 2007
- «Если довелось в империи родиться, надо знать уроки Византии». // Портал-Credo.Ru, 20.02.2008
- Кого и как выберут новым патриархом? // Город 812. — № 16 от 15 декабря 2008
- Воцерковить неизвестного солдата // Портал-Credo.Ru, 17 февраля 2009
- Кому «курицы» из Pussy Riot перешли дорогу // Город 812, 10 (163): 19. 2012
- Путин как религиозный тип // «Гефтер», 21.08.2014

- Мамаев В. «Я молился, чтобы… этого не произошло» // Вера-Эскӧм. 2000. — № 366. — июль (2-й вып.)
- «Оскорбленные чувства» вообще должны быть выведены из правового поля Беседа сотрудника журнала «Credo new» Семенкова Вадима с историком и богословом Александром Евгеньевичем Мусиным // Credo New. 2012. — № 4
- Александр Мусин: «Обществу стоит время от времени сравнивать себя с прежним миром, чтобы двигаться вперед» // «Московский книжный журнал», 20.02.2013